# Michel Seurat
Michel Seurat (* 14. August 1947 in Bizerta; † 1986 in Beirut) war ein französischer Soziologe und Arabist am CNRS. Er wurde 1985 während des libanesischen Bürgerkrieges zusammen mit weiteren Journalisten und Diplomaten als Geisel genommen und starb in Haft.

## Leben

### Herkunft
Michel Seurat wurde in Bizerta, im damaligen Französisch-Nordafrika, in eine französische Familie geboren. Sein Vater war Arzt und sein Großvater Professor für Zoologie in Algier. Seine Familie verließ Tunesien 1961 nach der Bizerta-Krise.

### Werdegang
Er studierte Geschichte und Politikwissenschaften in Lyon. 1971 ging er nach Beirut und 1972 nach Damaskus, um dort Arabisch zu lernen. 1975 begann er seine wissenschaftliche Karriere am französischen Institut für den Nahen Osten in Damaskus und reichte ein Jahr später seine Dissertation über Sati al-Husri und dessen Bedeutung für den arabischen Nationalismus ein. Seurat war mit der syrischen Autorin Marie Seurat verheiratet und Vater zweier Töchter, Leila und Salfa.
Seine Forschungsschwerpunkte lagen auf dem politischen Islam und dessen Rolle während der Unruhen in Syrien in den Achtzigerjahren. Des Weiteren beschäftigte er sich mit der Geschichte und der Struktur des syrischen Regimes. Seine Forschungsarbeit wurde von Gilles Kepel und Olivier Mongin als exemplarisch bezeichnet.
Sein Buch Syrie. L’État de Barbarie, welches unter anderem das repressive Vorgehen des syrischen Regimes unter Hafiz al-Assad thematisiert, erlangte nach dem Ausbruch des Bürgerkriegs in Syrien größere Aufmerksamkeit in Medien und Wissenschaft. Seurat bezeichnete das Assad-Regime darin als „barbarischen Staat“.

### Entführung und Tod
Seurat wurde zusammen mit Jean-Paul Kauffmann, einem Journalisten des Wochenmagazins L’Événement du jeudi, am 22. Mai 1985 in Beirut auf der Straße zum Flughafen von der Organisation des islamischen Jihad, einer Vorgängerorganisation der Hisbollah, als Geisel genommen. Diese nahm sechs Tage später auch den US-Amerikaner David Jacobsen als Geisel. Seurats Todesumstände sind nicht vollständig geklärt. Vermutlich wurde er Anfang März 1986 von seinen Entführern getötet. Sein Tod wurde am 5. März desselben Jahres bekannt gegeben. Kauffmann ist im Mai 1988 freigelassen worden. Im März 2006 wurde Seurats Leiche nach Frankreich überführt.

## Film
Der syrische Filmemacher Omar Amiralay produzierte 1996 eine Dokumentation mit dem Titel Par un jour de violence ordinaire, mon ami Michel Seurat..., in der das Leben und die Errungenschaften Seurats gewürdigt wurden. Seit 1988 wird vom CNRS jährlich der Michel-Seurat-Preis für wissenschaftliche Leistungen auf dem Gebiet der Orientalistik verliehen.

## Veröffentlichungen
- Les Frères Musulmans, 1928–1982. L’Harmattan, Paris 2002. ISBN 978-2-74-752398-1
- Syrie. L’État de Barbarie. Presses Universitaires de France, Paris 2012. ISBN 978-2-13-060703-8